# Arco circunzenital

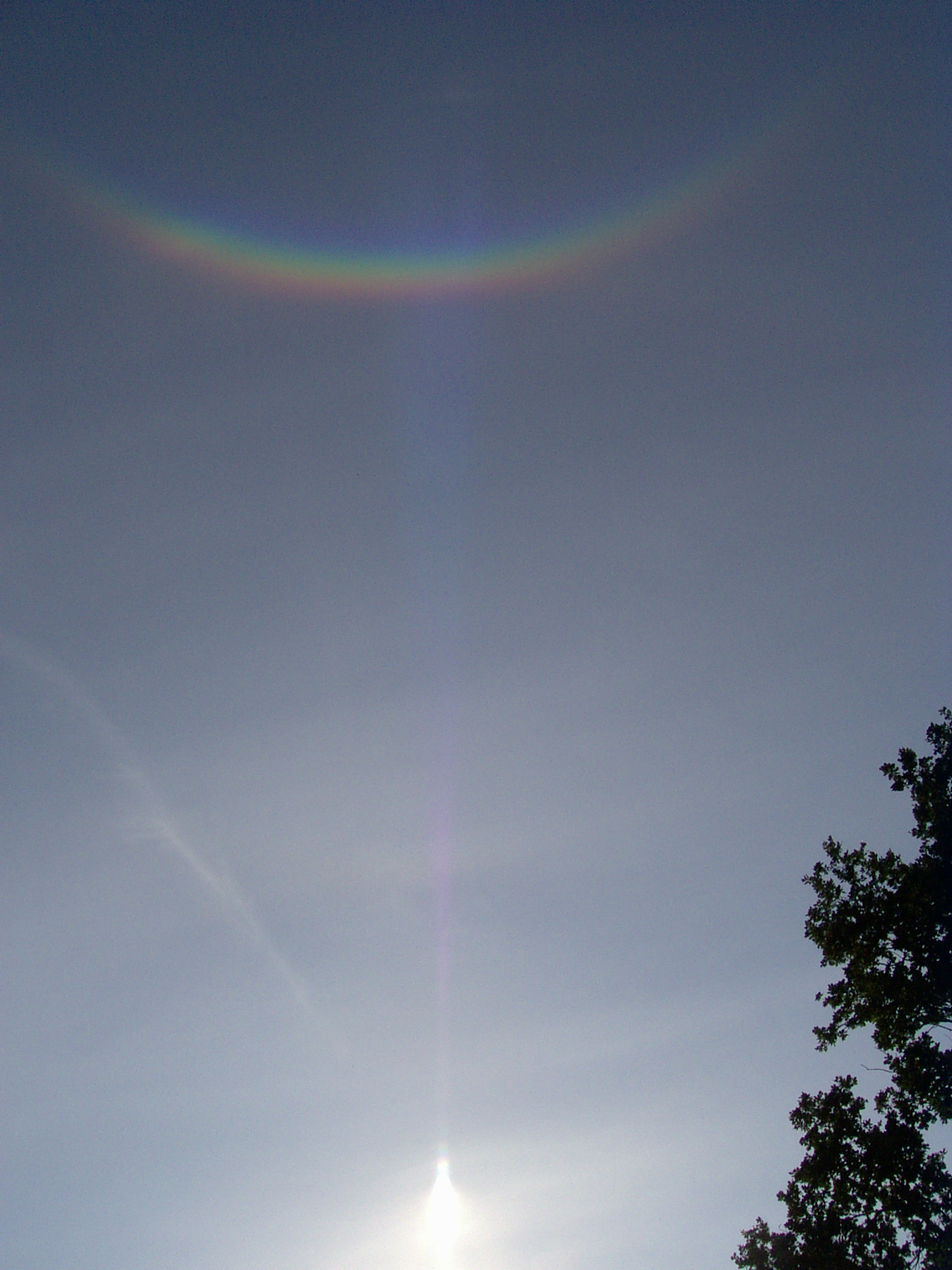
Arco circunzenital

 O arco circunzenital é um fenômeno ótico pertencente à família dos halos de gelo. Apresenta-se como um trecho de arco com curvatura voltada para o Sol, similar a um arco-íris invertido no céu. Com cores bastante vívidas, forma-se quando o Sol está a uma altura inferior a 32,3 graus acima do horizonte 
Se bem desenvolvido, pode ocasionar surpresa quando visto pela primeira vez por alguém dada a sua beleza.

## Formação
O arco circunzenital é formado pela interação da luz solar (ou lunar) com cristais de gelo presentes em nuvens de alta altitude, principalmente cirrostratus e cirrus . Os cristais normalmente apresentam-se de duas formas principais, e ambas podem ser responsáveis pela formação do arco circunzenital: placas hexagonais e prismas hexagonais.
As placas hexagonais são placas finas com duas bases planas hexagonais (chamadas faces basais), paralelas entre si, ligadas por 6 faces laterais (chamadas faces prismáticas). Os prismas hexagonais são colunas alongadas, também com duas faces basais e 6 faces laterais.

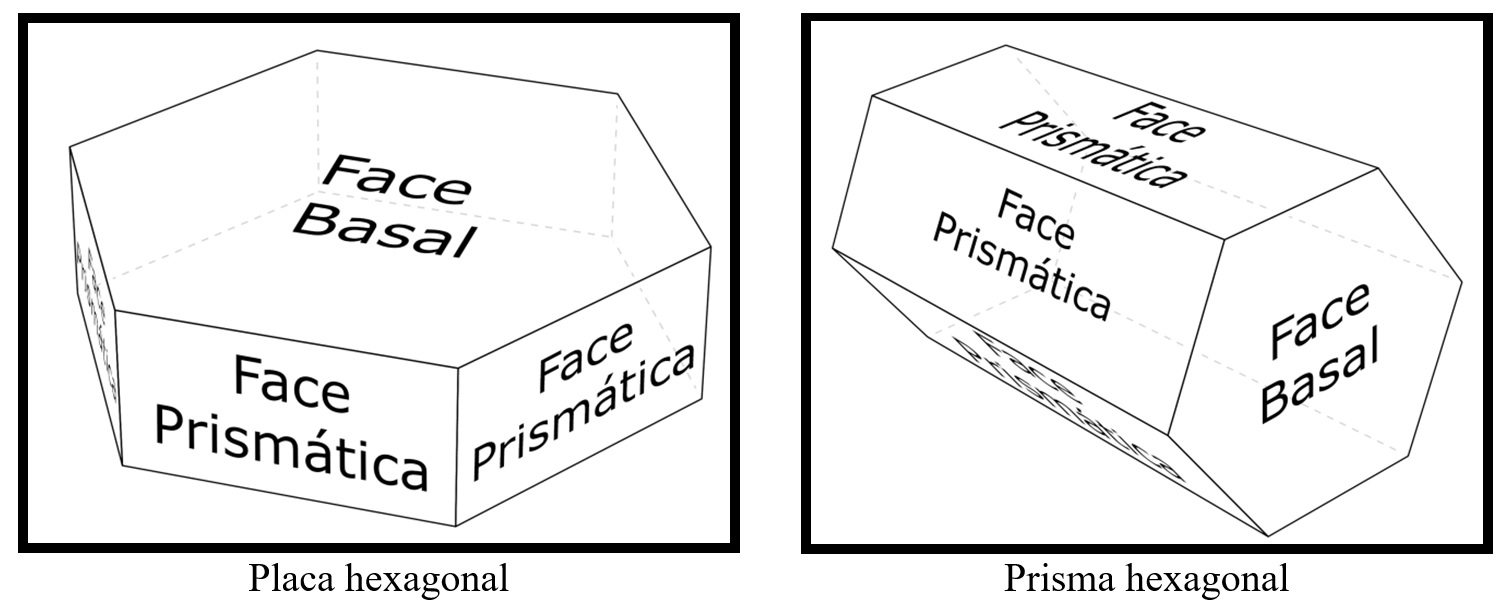
Nomenclatura das faces dos cristais de gelo

As faces são convencionalmente numeradas da seguinte forma: as faces basais recebem os números 1 e 2; as faces prismáticas são numeradas sequencialmente de 3 a 8.

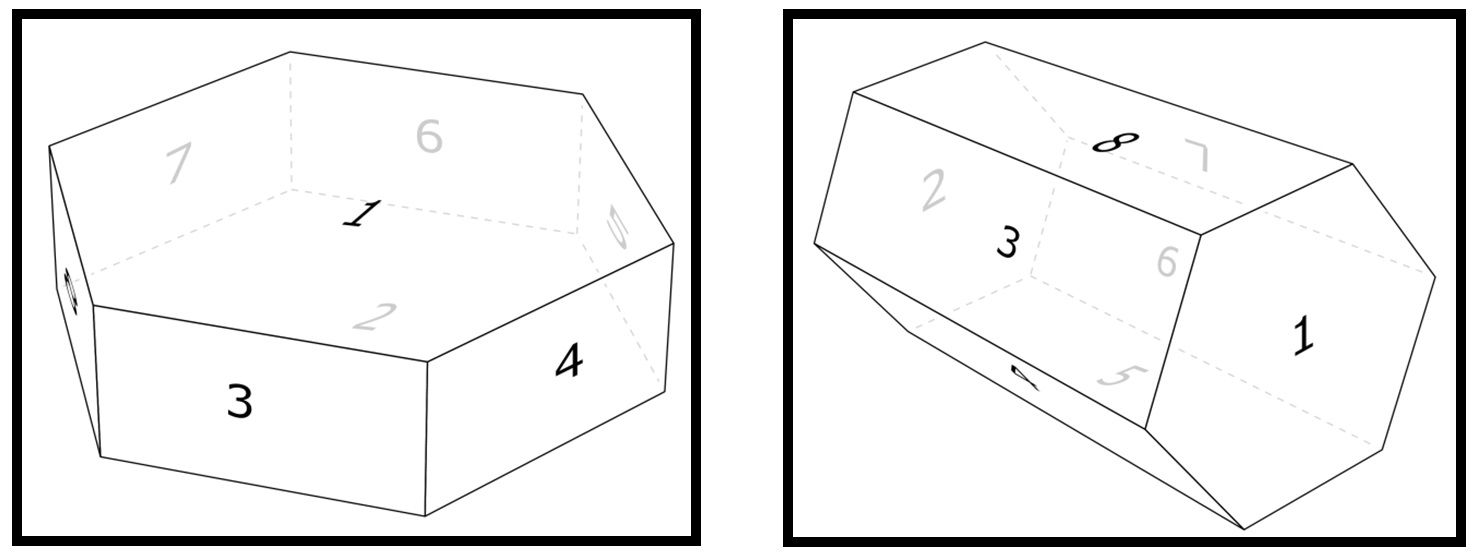
Numeração das faces dos cristais de gelo

### Formação pelas Placas Hexagonais
Para que o arco circunzenital ocorra é necessário que haja uma população de placas hexagonais com suas faces basais paralelas à superfície. As placas nessa condição são chamadas "placas hexagonais orientadas". Em outras palavras, elas estão livres para girarem apenas no eixo vertical.
A luz solar ou lunar entra pela face basal superior do cristal de gelo (face 1) por refração e sai pela face prismática que se encontra na vertical (face 3), também por refração .

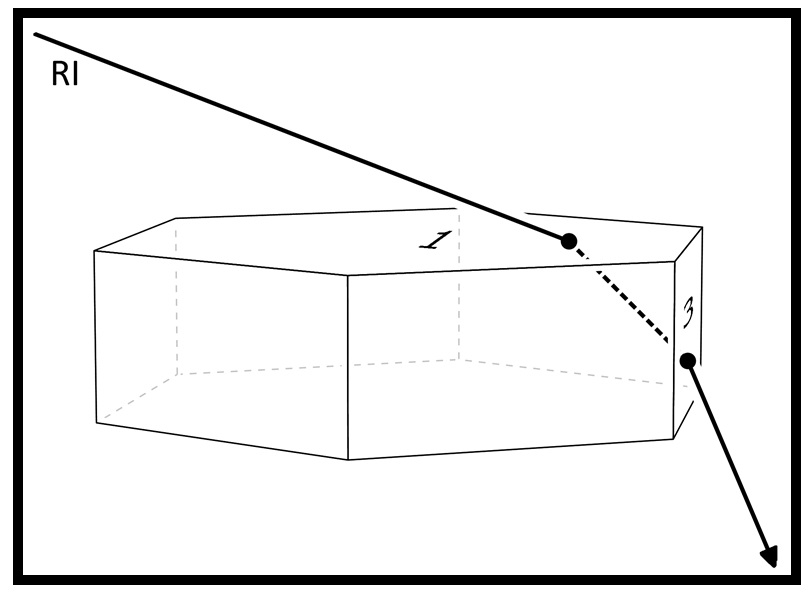
Trajetória da luz pela placa hexagonal na formação do arco circunzenital - RI: raio incidente

A trajetória então é a 1-3 (duas refrações).

### Formação pelos Prismas Hexagonais
Para a formação do arco circnuzenital por meio de prismas hexagonais, deve haver uma população desses prismas com uma face prismática paralela à superfície. Em outras palavras, os prismas estão "deitados", repousando sobre uma das suas faces prismáticas (podem girar apenas no eixo vertical). Os prismas dessa forma são chamados "prismas hexagonais com orientação de Parry", ou simplesmente "prismas de Parry". Prismas orientados dessa forma são raros de ocorrer.
A luz solar ou lunar entra pela face prismática superior do cristal de gelo (face 3) e sai pela face basal que se encontra na vertical (face 1) .

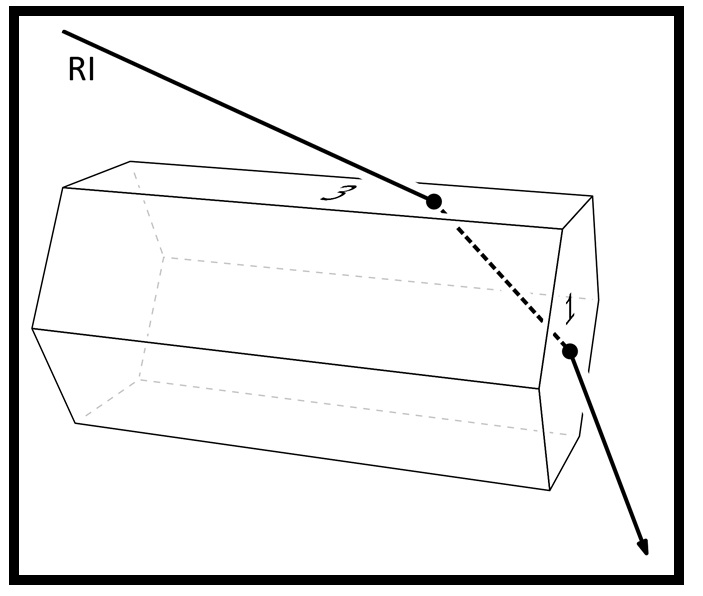
Trajetória da luz pelo prisma hexagonal na formação do arco circunzenital

A trajetória então é a 3-1 (duas refrações).

## Cores do Arco Circunzenital
As duas refrações separam as cores do espectro da luz, deixando o arco bastante colorido. As cores são puras, não correndo nenhuma mistura de uma cor com outra. Isso ocorre porque um observador na superfície, ao olhar para um ponto do arco circunzenital, estará direcionando seu olhar para um único cristal de gelo que projetou sobre ele um raio de luz de uma única cor.
Observando a figura a seguir, é possível perceber a separação das cores nas duas refrações da luz ao passar pelo cristal. A figura representa um cristal visto de perfil.

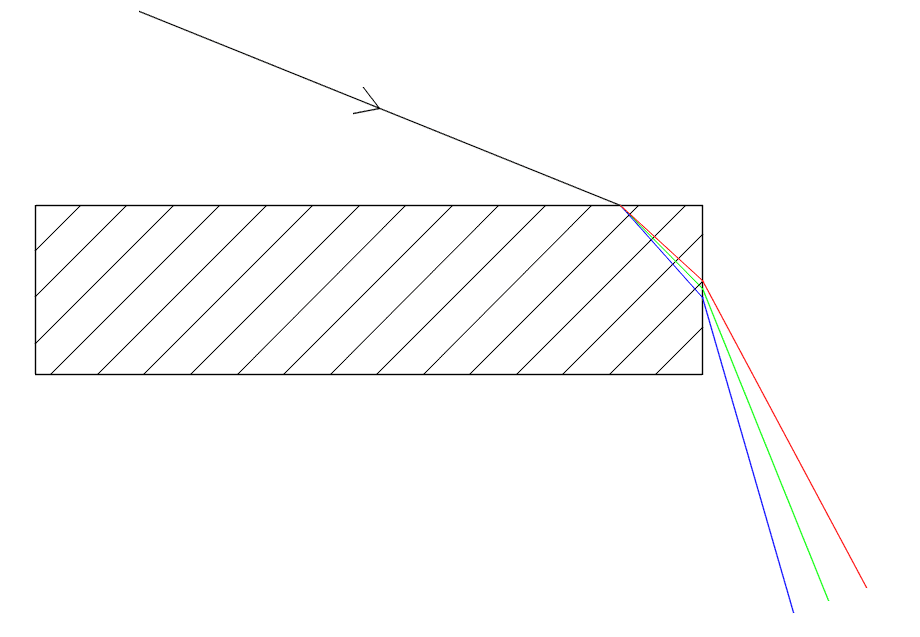
Surgimento das cores no arco circunzenital

A separação das cores na figura foi exagerada para melhor visualização. Apenas a trajetória mostrada para a luz verde segue o ângulo previsto pela Lei de Snell (lei que trata dos ângulos da refração).

## Ocorrências e Onde Observá-lo no Céu

Posição do arco circunzenital para várias alturas do sol.

O arco circunzenital forma-se alto no céu quando o sol está baixo (abaixo de 32 graus de altura). No Brasil, portanto, ele pode ser observado nas primeiras horas depois do nascer do sol ou nas horas que antecedem o pôr do sol.
O arco está localizado no mesmo hemisfério do céu onde o sol está. Portanto, para localizá-lo, basta virar o corpo na direção do sol e olhar para cima.
A animação representa a posição do arco circunzenital para alturas do sol entre 34 graus (altura tal que ele ainda não se forma) até zero grau (horizonte). O sol é representado pelo pequeno ponto branco. Repara-se que, com o sol a 32 graus, o arco é limitado à região do zênite (o ponto mais alto do céu) e bastante difuso. Com o sol mais baixo o arco torna-se mais alongado e forte. Contudo, quando o sol aproxima-se do horizonte, o fenômeno volta a ficar mais fraco até desaparecer ao pôr do sol.

## Aprofundamento

### Rotação dos Cristais
Até então foi mostrado o raio solar incidindo nos cristais para apenas uma posição (veja a seção "Formação"). Os cristais representados até aqui geram apenas os pontos do arco localizados na mesma vertical do sol. Ao permitirmos que os cristais girem em torno de seus eixos verticais, serão formados todos os pontos do fenômeno.

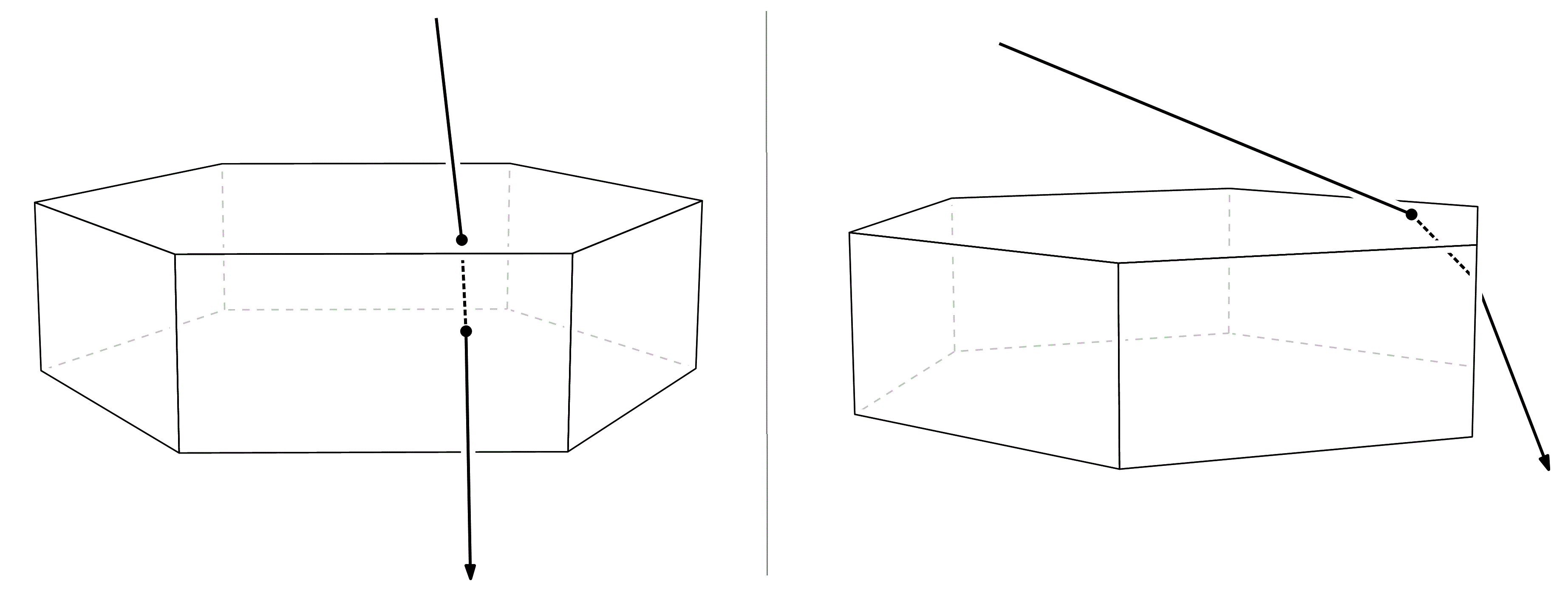
Formação do arco circunzental para o cristal na posição 1

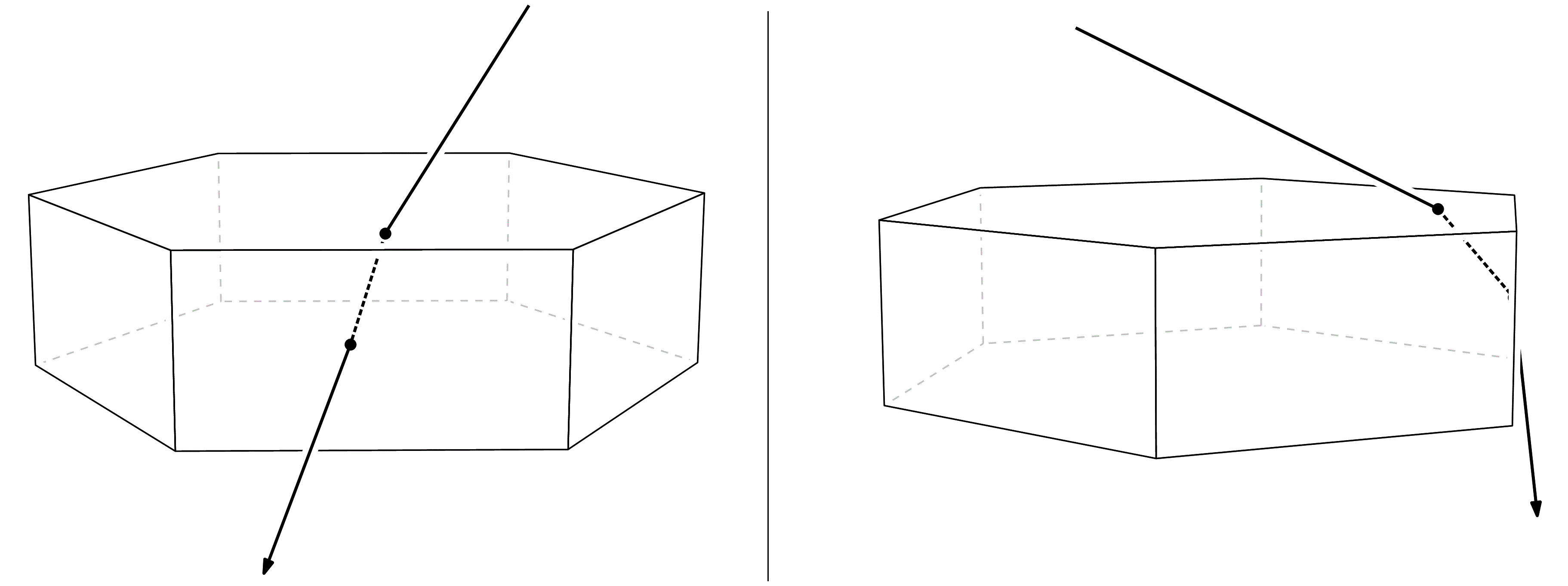
Formação do arco circunzenital com os cristais na posição 2

As figuras acima representam duas vistas para cada um de dois casos. O primeiro caso (posição 1) representa o cristal na posição tal que é formado o ponto do arco circunzenital localizado na mesma vertical do sol. O segundo caso (posição 2) representa o cristal em uma posição genérica "oblíqua" que causa a formação dos outros pontos do fenômeno. Dessa maneira, a presença de uma população formada por uma miríade de cristais de gelo, cada um em uma posição diferente em relação ao eixo vertical, mas todos com uma face basal paralela à superfície, fará com que aqueles que estiverem nas posições corretas no céu projetem sobre um observador diversos pontos do arco, formando o conjunto de todo o arco circunzenital.
Cada observador na superfície verá o arco circunzenital formado por um conjunto diferente de cristas de gelo, o que ergue a noção da "particularidade" da visão de cada um. Duas pessoas não veem o mesmo fenômeno.
O raciocínio é o mesmo para os prismas hexagonais.

### Dimensões e Angulações
O arco circunzenital é formado por cristais com apenas um grau de liberdade (rotação apenas em torno do eixo vertical), de modo que o fenômeno possui apenas dimensão linear para cada comprimento de onda. Isto posto deduz-se que suas cores não são misturadas, deixando-as puras.
Em alguns casos os cristais podem ter leves rotações nos outros eixos, não estando suas faces basais perfeitamente orientadas. Isso deixa o arco circunzenital mais difuso e com cores levemente misturadas.
O melhor desenvolvimento do fenômeno ocorre quando o sol está a 22 graus de altura. Nesse caso o arco encontra-se a 22 graus de distância do zênite e 46 graus separam o sol do arco, sendo essa a menor distância entre eles. Para os casos do sol mais alto ou mais baixo que 22 graus, a distância sol-arco aumenta.

## Fotos

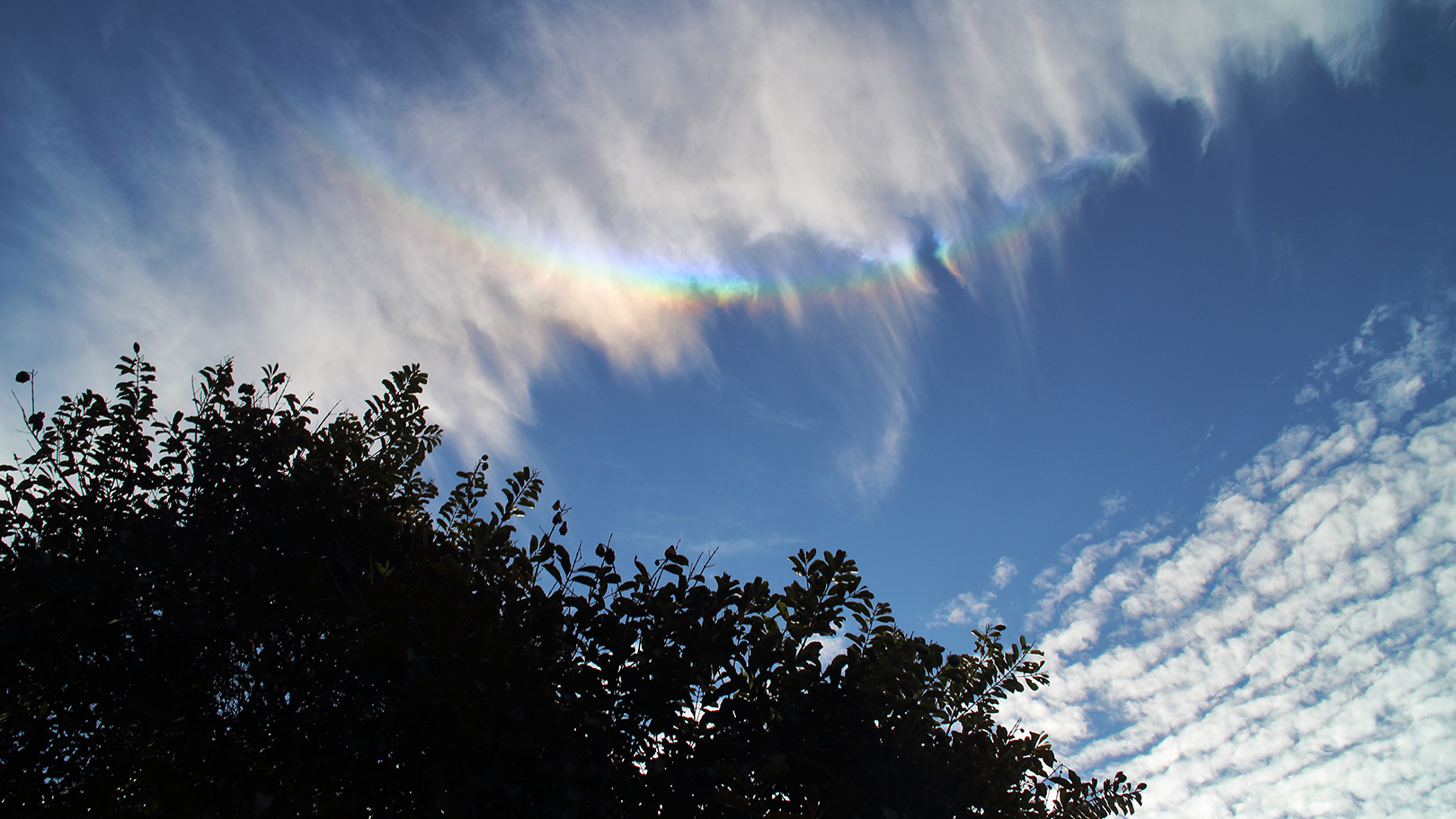
Arco Circunzenital visto em Curitiba

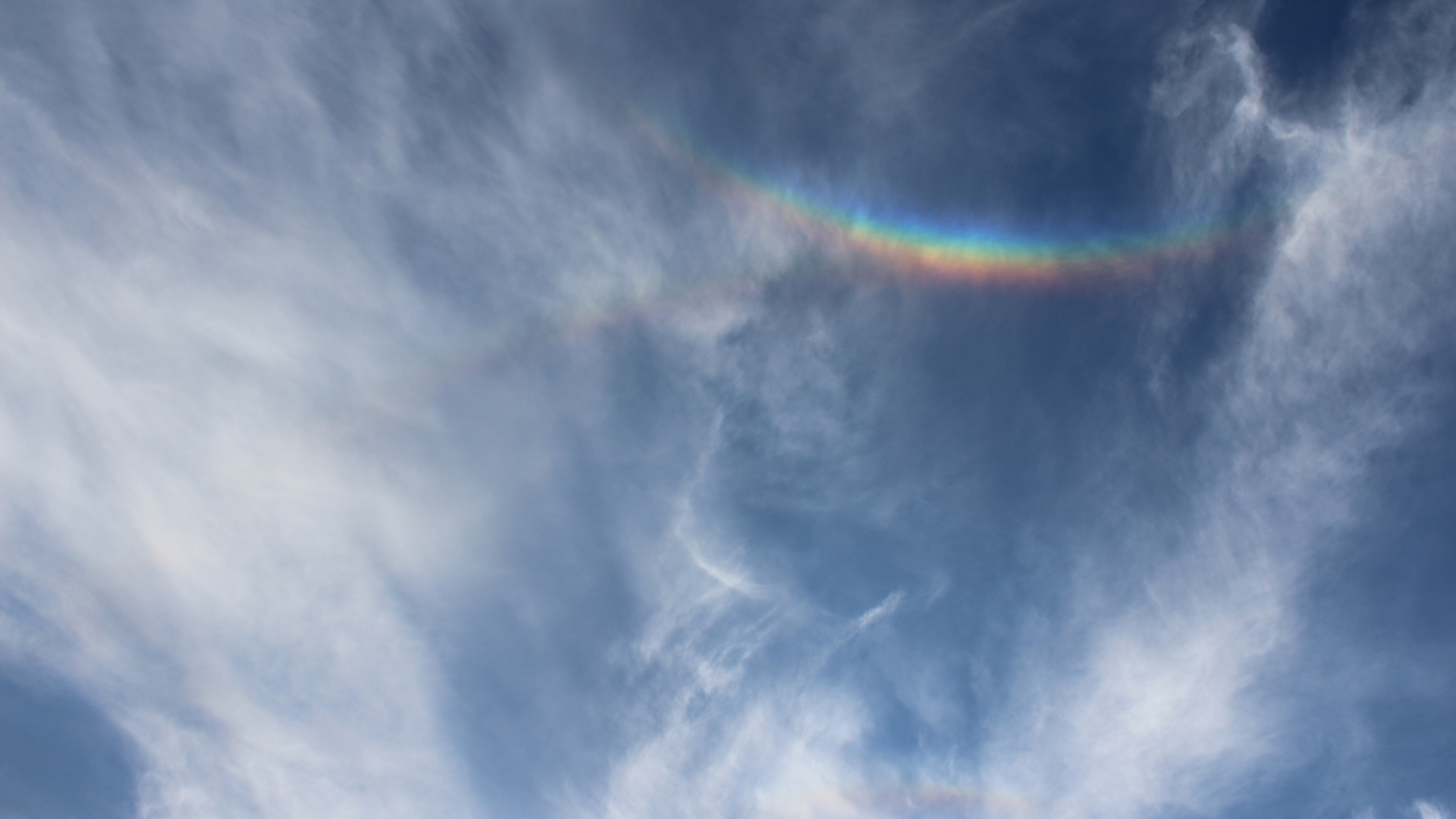
Arco Circunzenital visto em Balsa Nova, PR

## Software Utilizado
Para as figuras dos cristais com as trajetórias dos raios solares, assim como para a animação das posições do arco circunzenital para várias alturas do sol, foi utilizado o software de simulação de halos "Halopoint 2.0", escrito por Jukka Ruoskanen.